# Atassu
Atassu (kyrillische Schreibweise: Атасу) ist eine Siedlung städtischen Typs in Kasachstan und der Verwaltungssitz des Bezirks Schanaarqa im Gebiet Ulytau.

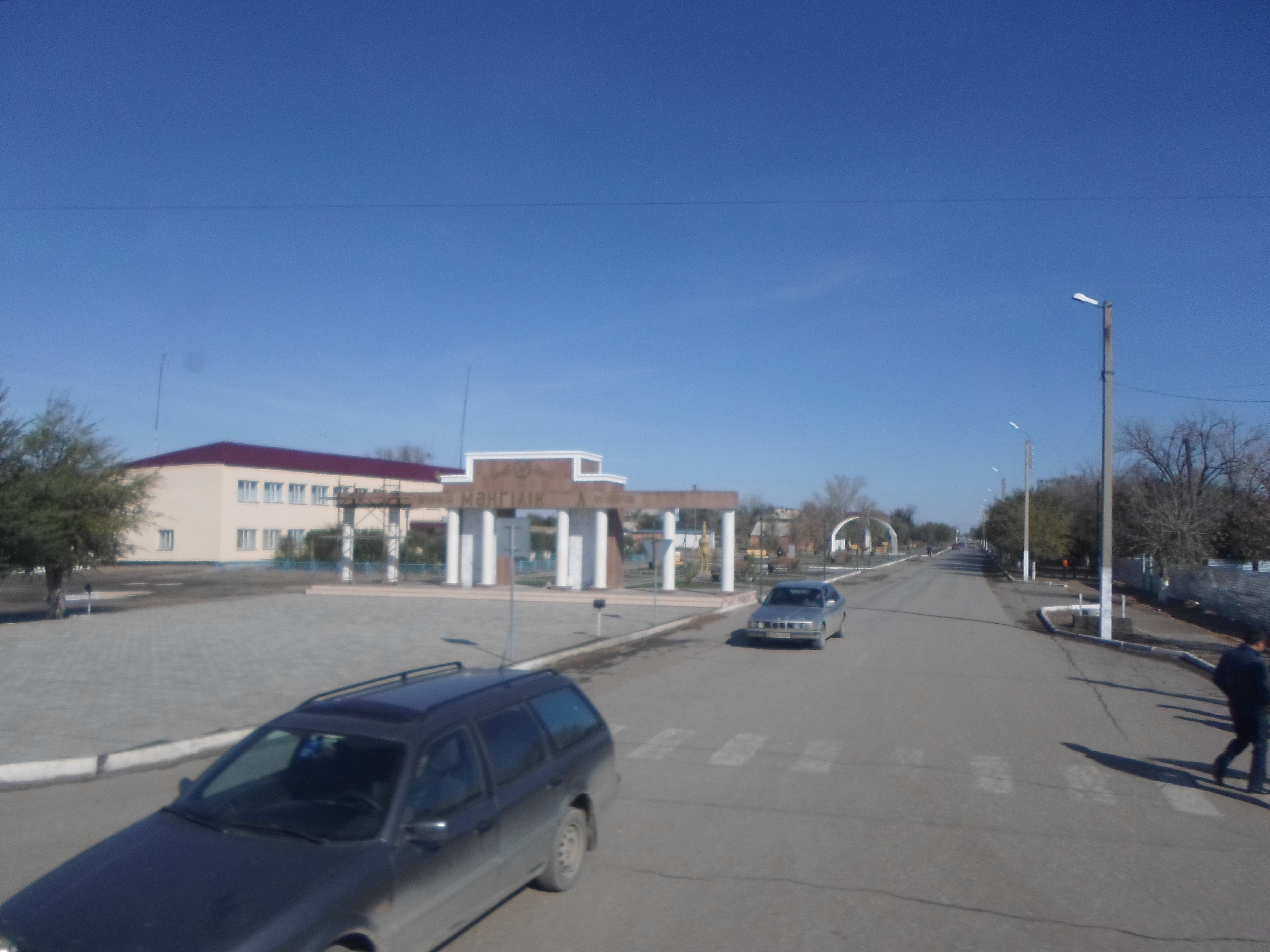
Die Siedlung Atassu, 2014

Der Ort mit rund 18.000 Einwohnern liegt am Fluss Sarysu 170 km südwestlich von Qaraghandy im Bereich der Kasachischen Schwelle.
Die Straße A17 durchquert die Siedlung von Nordost nach Südwest; im Osten ist der nächste Ort das 15 km entfernte Karamola und im Westen das 70 km entfernte Togusken.
Am 12. August 1962 landete in der Nähe der Kosmonaut Pawel Popowitsch  mit dem Raumschiff Wostok 4.

## Wirtschaft
In Atassu wird Eisenerz abgebaut.

## Bilder

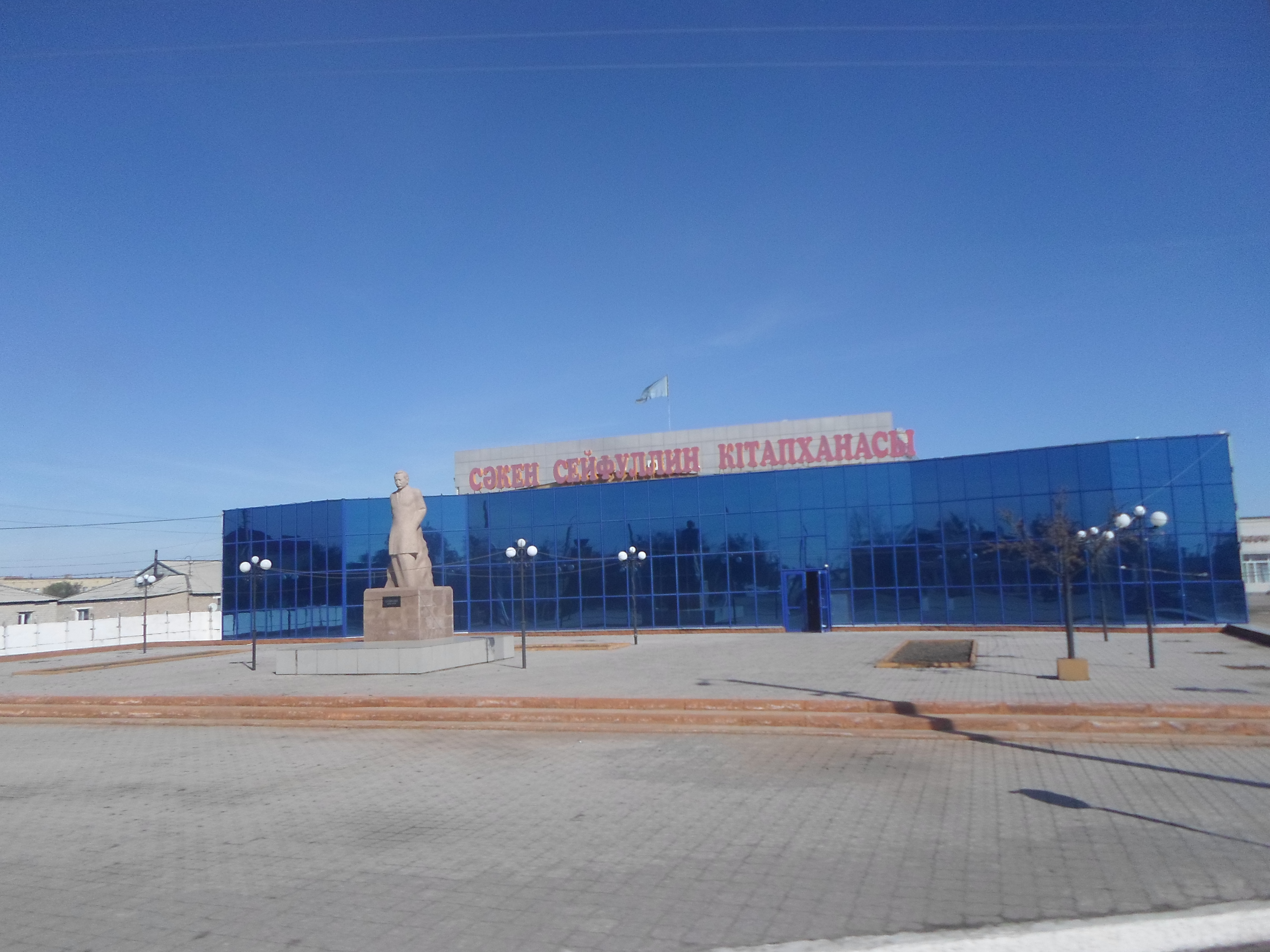
Bücherei
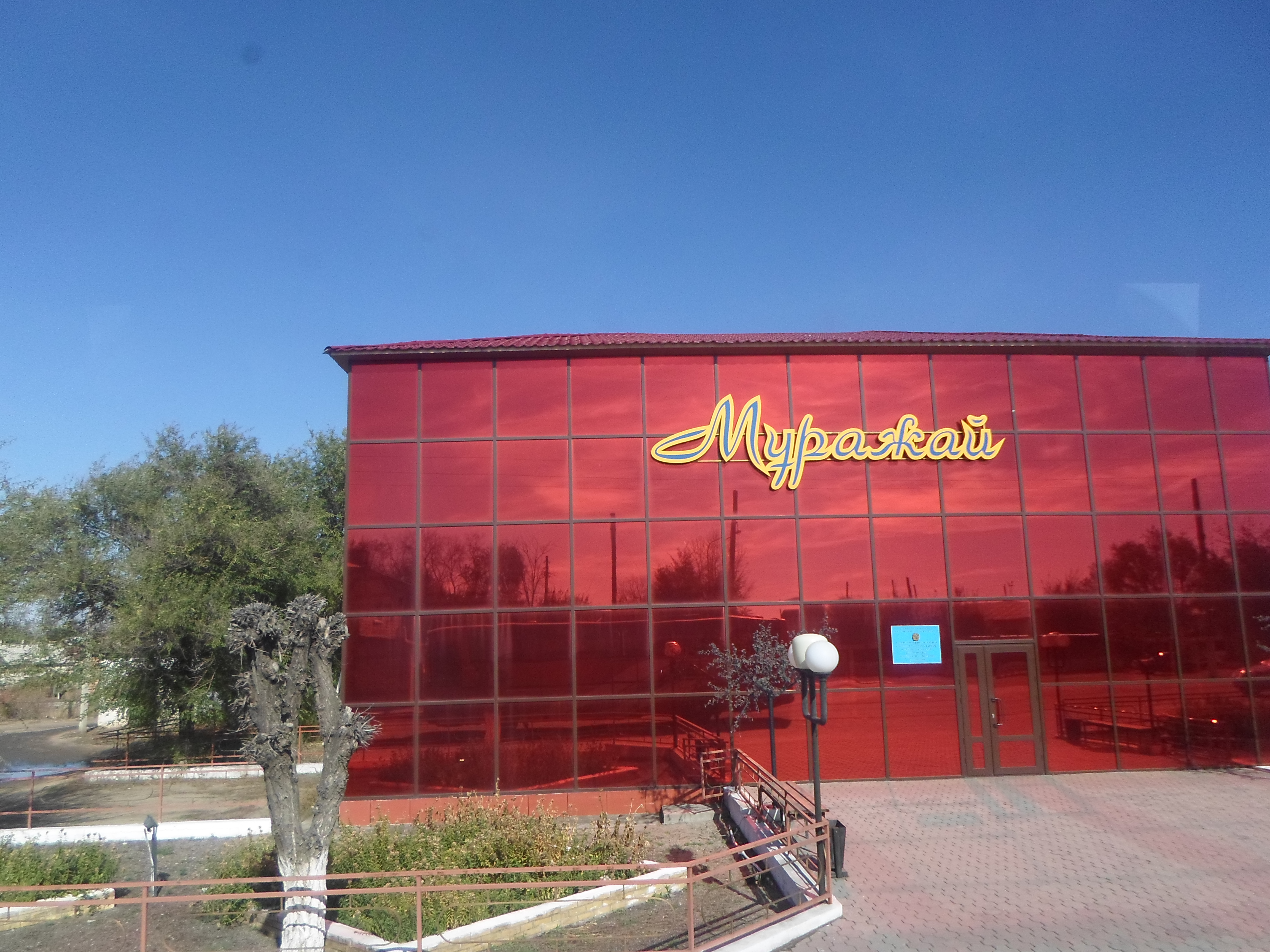
Museum